# Aspidifrontia berhauti
Aspidifrontia berhauti är en fjärilsart som beskrevs av François Louis Nompar de Caumont de Laporte 1972. Aspidifrontia berhauti ingår i släktet Aspidifrontia och familjen nattflyn. Inga underarter finns listade i Catalogue of Life.